# Braxton-Hicks-Kontraktion
Als Braxton-Hicks-Kontraktionen (frustrane Kontraktionen oder unnütze Wehen), die nach dem auf Geburtshilfe spezialisierten, britischen Arzt John Braxton Hicks (1823–1897), der auch namensgebend für die intrauterine Braxton Hicks-Wendung war, benannt sind, bezeichnet man in der Medizin Vorwehen (schmerzlose Kontraktionen der Gebärmutter), die zur Reifung der Gebärmutter beitragen.
1872 beschrieb Hicks die Kontraktionen der Gebärmutter, die keine Vorboten einer Geburt sind, im Gegensatz zu Geburtswehen.

## Beschreibung
Beginnend im zweiten Monat der Schwangerschaft kommt es zu gelegentlichen Gebärmutter-Kontraktionen, die von der Schwangeren nicht jedes Mal bemerkt werden. Nach der zwölften Schwangerschaftswoche, wenn ein verstärktes Wachstum des Fetus beginnt, ist manchmal auch die mitwachsende Gebärmutter spürbar. Diese Art von Schwangerschaftswehen ist durch Verhärtungen des Bauches deutlich ertastbar. Derartige Wehen, manchmal auch als „wilde Wehen“ oder „schmerzlose Kontraktionen“ bezeichnet, werden medizinisch als Braxton-Hicks-Kontraktionen bezeichnet. Sie treten sehr unregelmäßig auf und sind als „Training“ der Gebärmutter aufzufassen. Im Allgemeinen sind sie entweder schmerzlos bzw. schmerzarm oder zumindest weniger schmerzhaft als die Geburtswehen.